# Hörup (Niemcy)
Hörup (duń. Hørup) – miejscowość i gmina w Niemczech w kraju związkowym Szlezwik-Holsztyn, w powiecie Schleswig-Flensburg, wchodzi w skład Związku Gmin Schafflund.